# 2 век
2 век започва на 1 януари 101 г. и свършва на 31 декември 200 г.

## Събития
- 106 – основан е античният Дуросторум от император Траян.
- 115 – 117 – еврейски бунт срещу римската власт и управление в Киренайка, Египет, Кипър и Вавилония.
- 130 – 136 – еврейско въстание срещу римската власт и управление в Юдея, завършило с поражение за въстаниците във Втората юдейско-римска война.
- 146 – начало на управлението на митичния прабългарски владетел Авитохол.
- 184 – 204 – Въстание на жълтите забрадки в Китай.
- 193 – Година на петимата императори.

## Личности
- Плутарх, древногръцки философ
- Адриан, римски император
- Марк Аврелий, римски император
- Комод, римски император
- Клавдий Птолемей, александрийски астроном
- Септимий Север, римски император, основател на династията на Северите.

## Изобретения, открития
- Изобретена е хартията в Китай.
- около 150 г. Клавдий Птолемей написва „География“